# Searchin' My Soul
Searchin' My Soul är en låt med Vonda Shepard som släpptes som singel 1997. Det är troligen låten som Shepard brukar förknippas mest med, och att låten användes som signaturmelodi till TV-serien Ally McBeal bidrog nog till att låten blev en hit. I musikvideon visas det klipp från TV-serien.
Låten handlar kortfattat om att livet har mycket att ge.